# Статистика збірної України з футболу

## Матчі збірної України з футболу
Станом на 17 червня 2022 року збірна України провела 296 матчів (131 вдома, 125 в гостях і 40 на нейтральному полі), з них — вона перемогла у 133, звела в нічию 84 і програла в 79, різниця м'ячів 408—300 (+108). Враховано скасований поєдинок Ліги націй сезону-2020/2021 Швейцарія — Україна, який мав відбутися 17 листопада 2020 року, та в якому відповідно до рішення КДК УЄФА збірній України присуджено технічну поразку з рахунком 0:3.

Країни, зі збірними яких якими грала національна збірна України з футболу.

| Україна | Країни-суперники | Майбутні країни-суперники |

## Суперники збірної України з футболу
Станом на 17 червня 2022 року збірна України зустрічалася зі збірними 72-х країн.

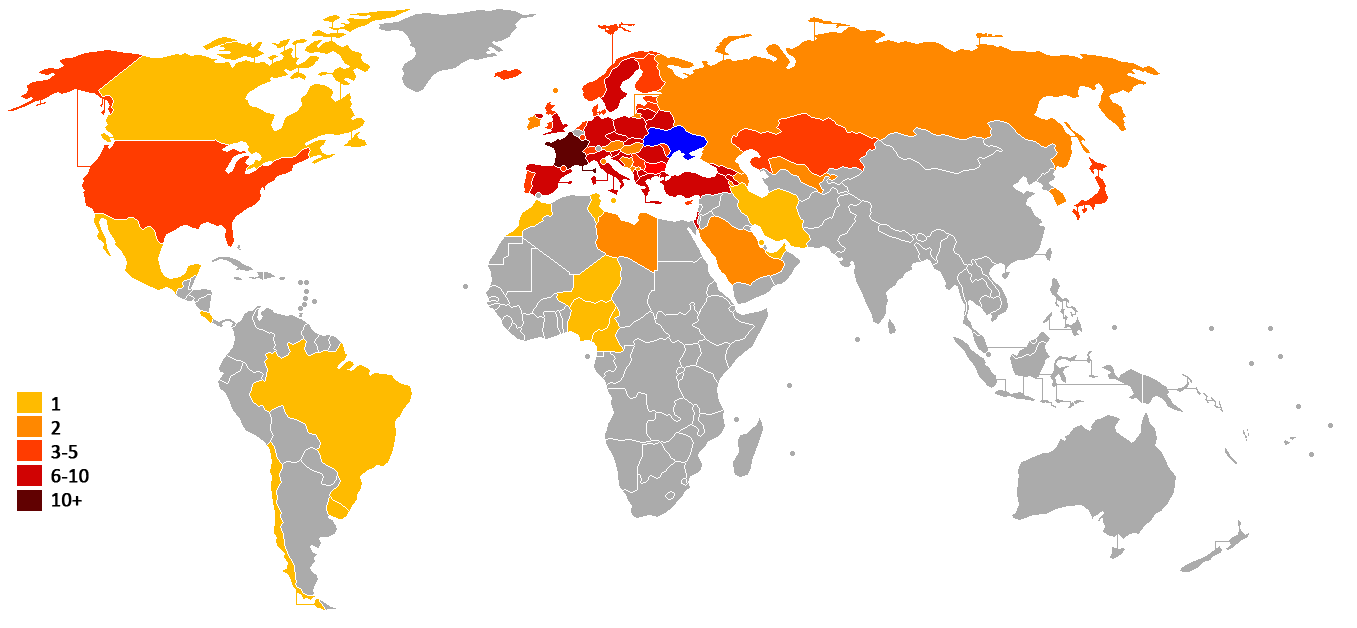
Країни за кількістю матчів їхніх збірних проти збірної України.

## Серії збірної України з футболу
Найдовша серія перемог: 6
- 13 жовтня 2004, Україна — Грузія — 8 червня 2005, Греція — Україна

поточна серія: 1

Найдовша серія без перемог: 11
- 11 червня 2003, Греція — Україна — 4 вересня 2004, Данія — Україна

поточна серія: 0

Найдовша серія нічиїх: 4
- 24 березня 2001, Україна - Білорусь — 6 червня 2001, Україна — Уельс;
- 16 жовтня 2002, Північна Ірландія — Україна — 29 березня 2003, Україна — Іспанія

поточна серія: 0

Найдовша серія без нічиїх: 11
- 11 жовтня 2013, Україна — Польща — 15 листопада 2014, Люксембург — Україна

поточна серія: 1

Найдовша серія поразок: 4
- 6 червня 2011, Україна — Франція — 6 вересня 2011, Чехія — Україна

поточна серія: 0

Найдовша серія без поразок: 13
- 19 серпня 1998, Україна — Грузія — 9 жовтня 1999, Росія — Україна

поточна серія: 2

Найдовша серія з забитими голами: 10

- 26 квітня 1995, Естонія — Україна — 5 жовтня 1996, Україна — Португалія

поточна серія: 2

Найдовша серія без забитих голів: 4

- 7 вересня 1994, Україна — Литва — 12 жовтня 1994, Україна — Словенія

поточна серія: 0

Найдовша серія з пропущеними голами: 9

- 11 серпня 2010, Україна — Нідерланди — 29 березня 2011, Україна — Італія

поточна серія: 3

Найдовша серія без пропущених голів: 8

- 2 червня 2013, Україна — Камерун — 15 листопада 2013, Україна — Франція

поточна серія: 0

## Сезони збірної України з футболу
| Сезон  | І   | В   | Н  | П  | МЗ  | МП  | МР  | %1    |
| ------ | --- | --- | -- | -- | --- | --- | --- | ----- |
| 1992   | 4   | 0   | 2  | 2  | 3   | 6   | -3  | 25.00 |
| 1993   | 6   | 3   | 1  | 2  | 8   | 8   | 0   | 58.33 |
| 1994   | 9   | 2   | 3  | 4  | 8   | 9   | -1  | 38.89 |
| 1995   | 7   | 3   | 0  | 4  | 8   | 13  | -5  | 42.86 |
| 1996   | 6   | 3   | 1  | 2  | 12  | 9   | 3   | 58.33 |
| 1997   | 10  | 5   | 3  | 2  | 9   | 7   | 2   | 65.00 |
| 1998   | 5   | 4   | 0  | 1  | 12  | 4   | 8   | 80.00 |
| 1999   | 11  | 3   | 7  | 1  | 11  | 6   | 5   | 59.09 |
| 2000   | 5   | 3   | 0  | 2  | 6   | 7   | -1  | 60.00 |
| 2001   | 13  | 3   | 7  | 3  | 14  | 13  | 1   | 50.00 |
| 2002   | 10  | 3   | 3  | 4  | 10  | 12  | -2  | 45.00 |
| 2003   | 10  | 2   | 4  | 4  | 8   | 11  | -3  | 40.00 |
| 2004   | 10  | 3   | 4  | 3  | 11  | 10  | 1   | 50.00 |
| 2005   | 10  | 6   | 3  | 1  | 12  | 5   | 7   | 75.00 |
| 2006   | 14  | 8   | 3  | 3  | 26  | 11  | 15  | 67.86 |
| 2007   | 11  | 4   | 3  | 4  | 16  | 14  | 2   | 50.00 |
| 2008   | 9   | 6   | 2  | 1  | 10  | 5   | 5   | 77.78 |
| 2009   | 12  | 6   | 3  | 3  | 21  | 11  | 10  | 62.50 |
| 2010   | 9   | 4   | 4  | 1  | 16  | 11  | 5   | 66.67 |
| 2011   | 12  | 4   | 3  | 5  | 18  | 21  | -3  | 45.83 |
| 2012   | 12  | 4   | 3  | 5  | 13  | 13  | 0   | 45.83 |
| 2013   | 12  | 9   | 2  | 1  | 33  | 5   | 28  | 83.33 |
| 2014   | 8   | 6   | 1  | 1  | 11  | 2   | 9   | 81.25 |
| 2015   | 10  | 5   | 3  | 2  | 14  | 6   | 8   | 65.00 |
| 2016   | 12  | 7   | 2  | 3  | 18  | 12  | 6   | 66.67 |
| 2017   | 8   | 4   | 0  | 4  | 8   | 8   | 0   | 50.00 |
| 2018   | 10  | 5   | 4  | 1  | 13  | 9   | 4   | 70.00 |
| 2019   | 10  | 7   | 3  | 0  | 20  | 6   | 14  | 85.00 |
| 2020   | 8   | 2   | 0  | 6  | 6   | 22  | -16 | 25.00 |
| 2021   | 18  | 6   | 9  | 3  | 25  | 21  | 4   | 58.33 |
| 2022   | 5   | 3   | 1  | 1  | 8   | 3   | 5   | 70.00 |
| Всього | 296 | 133 | 84 | 79 | 408 | 300 | 108 | 59.12 |

## Матчі за турнірами
| Турнір                      | І   | В  | Н  | П  | МЗ  | МП  | МР | %1    | Перший матч    | Останній матч     | Запланований матч |
| --------------------------- | --- | -- | -- | -- | --- | --- | -- | ----- | -------------- | ----------------- | ----------------- |
| Товариські матчі та турніри | 103 | 43 | 29 | 31 | 135 | 112 | 23 | 55.83 | 29 квітня 1992 | 9 червня 2015     |                   |
| Чемпіонат світу             | 5   | 2  | 1  | 2  | 5   | 7   | -2 | 50.00 | 14 червня 2006 | 30 червня 2006    |                   |
| Відбір до чемпіонату світу  | 60  | 30 | 20 | 10 | 95  | 43  | 52 | 66.67 | 31 серпня 1996 | 19 листопада 2013 |                   |
| Чемпіонат Європи            | 3   | 1  | 0  | 2  | 2   | 4   | -2 | 33.33 | 11 червня 2012 | 19 червня 2012    |                   |
| Відбір до чемпіонату Європи | 47  | 19 | 13 | 15 | 62  | 50  | 12 | 54.26 | 7 вересня 1994 | 27 березня 2015   | 14 червня 2015    |
| Всього                      | 218 | 95 | 63 | 60 | 299 | 216 | 83 | 58.03 | 29 квітня 1992 | 9 червня 2015     | 14 червня 2015    |

## Матчі за місцем проведення
| Місце проведення | І   | В  | Н  | П  | МЗ  | МП  | МР | %1    | Перший матч    | Останній матч   | Запланований матч |
| ---------------- | --- | -- | -- | -- | --- | --- | -- | ----- | -------------- | --------------- | ----------------- |
| Домашнє поле     | 100 | 51 | 30 | 19 | 155 | 83  | 72 | 66.00 | 29 квітня 1992 | 31 березня 2015 | 14 червня 2015    |
| Гостьове поле    | 96  | 34 | 28 | 34 | 115 | 110 | 5  | 50.00 | 27 червня 1992 | 27 березня 2015 | 8 вересня 2015    |
| Нейтральне поле  | 22  | 10 | 5  | 7  | 29  | 23  | 6  | 56.82 | 20 жовтня 1993 | 9 червня 2015   |                   |
| Всього           | 218 | 95 | 63 | 60 | 299 | 216 | 83 | 58.03 | 29 квітня 1992 | 9 червня 2015   | 14 червня 2015    |

## Домашні матчі збірної України

### Матчі за містами
| Місто   | І   | В  | Н  | П  | МЗ  | МП | МР | %1    | Перший матч    | Останній матч     | Запланований матч |
| ------- | --- | -- | -- | -- | --- | -- | -- | ----- | -------------- | ----------------- | ----------------- |
| Дніпро  | 3   | 2  | 1  | 0  | 4   | 2  | 2  | 83.33 | 8 жовтня 2005  | 10 жовтня 2009    |                   |
| Донецьк | 7   | 0  | 2  | 5  | 2   | 11 | -9 | 14.29 | 20 серпня 2003 | 19 червня 2012    |                   |
| Київ    | 70  | 36 | 23 | 11 | 110 | 54 | 56 | 67.86 | 25 травня 1994 | 18 листопада 2014 | 5 вересня 2015    |
| Львів   | 11  | 9  | 2  | 0  | 27  | 7  | 20 | 90.91 | 5 вересня 2001 | 31 березня 2015   | 14 червня 2015    |
| Одеса   | 3   | 2  | 1  | 0  | 4   | 2  | 2  | 83.33 | 27 квітня 1993 | 26 березня 2013   |                   |
| Ужгород | 1   | 0  | 0  | 1  | 1   | 3  | -2 | 0.00  | 29 квітня 1992 | 29 квітня 1992    |                   |
| Харків  | 5   | 2  | 1  | 2  | 7   | 4  | 3  | 50.00 | 11 жовтня 2008 | 11 жовтня 2013    |                   |
| Всього  | 100 | 51 | 30 | 19 | 155 | 83 | 72 | 66.00 | 29 квітня 1992 | 31 березня 2015   | 8 червня 2015     |

### Матчі за стадіонами
| Стадіон        | Місто   | І   | В  | Н  | П  | МЗ  | МП | МР | %1     | Перший матч       | Останній матч     | Запланований матч |
| -------------- | ------- | --- | -- | -- | -- | --- | -- | -- | ------ | ----------------- | ----------------- | ----------------- |
| "Дніпро-Арена" | Дніпро  | 2   | 2  | 0  | 0  | 2   | 0  | 2  | 100.00 | 19 листопада 2008 | 10 жовтня 2009    |                   |
| "Метеор"       | Дніпро  | 1   | 0  | 1  | 0  | 2   | 2  | 0  | 50.00  | 8 жовтня 2005     | 8 жовтня 2005     |                   |
| "Донбас Арена" | Донецьк | 5   | 0  | 1  | 4  | 2   | 9  | -7 | 10.00  | 18 листопада 2009 | 19 червня 2012    |                   |
| "Шахтар"       | Донецьк | 2   | 0  | 1  | 1  | 0   | 2  | -2 | 25.00  | 20 серпня 2003    | 6 вересня 2003    |                   |
| "Динамо"       | Київ    | 19  | 12 | 5  | 2  | 35  | 15 | 20 | 76.32  | 18 серпня 1999    | 22 травня 2014    |                   |
| "Олімпійський" | Київ    | 52  | 24 | 18 | 10 | 75  | 40 | 35 | 63.46  | 25 травня 1994    | 12 жовтня 2015    | 28 березня 2016   |
| "Арена Львів"  | Львів   | 8   | 6  | 2  | 0  | 21  | 3  | 18 | 87.50  | 15 листопада 2011 | 14 листопада 2015 |                   |
| "Україна"      | Львів   | 6   | 6  | 0  | 0  | 14  | 5  | 9  | 100.00 | 5 вересня 2001    | 29 травня 2010    |                   |
| "Чорноморець"  | Одеса   | 3   | 2  | 1  | 0  | 4   | 2  | 2  | 83.33  | 27 квітня 1993    | 26 березня 2013   | 24 березня 2016   |
| "Авангард"     | Ужгород | 1   | 0  | 0  | 1  | 1   | 3  | -2 | 0.00   | 29 квітня 1992    | 26 березня 2013   |                   |
| "Металіст"     | Харків  | 5   | 2  | 1  | 2  | 7   | 4  | 3  | 50.00  | 11 жовтня 2008    | 11 жовтня 2013    |                   |
| Всього         | Всього  | 104 | 54 | 30 | 20 | 163 | 85 | 78 | 66.35  | 29 квітня 1992    | 14 листопада 2015 | 24 березня 2016   |

1Процент набраних очок збірною України в матчах проти суперника з розрахунку: 2 очки - за перемогу, 1 - за нічию і 0 - за поразку.